# Coleococcus scotophilus
Coleococcus scotophilus är en insektsart som beskrevs av Borchsenius 1962. Coleococcus scotophilus ingår i släktet Coleococcus och familjen ullsköldlöss. Inga underarter finns listade i Catalogue of Life.